# Разъезд Туктым 1181 км
 Туктым 1181 км  — опустевший разъезд в Глазовском районе Удмуртии в составе  сельского поселения Октябрьское.

## География
Находится на расстоянии примерно 15 км на восток-юго-восток по прямой от центра района города Глазов у железнодорожной линии Киров-Пермь. 

## История
Известен был с 1920 года как будка на 211 версте с 1 двором и 5 жителями.

## Население
Постоянное население в 2012 году не было учтено.